# Barbara DeWolfe
Pour les articles homonymes, voir DeWolfe.
Barbara Blanchard DeWolfe (14 mai 1912 - 2 mai 2008) est une ornithologue américaine. Elle obtient son diplôme de premier cycle en 1933 et son doctorat en 1939, tous deux à l'Université de Californie à Berkeley. Elle enseigne pendant plusieurs années et est la première à étudier le cycle biologique et la physiologie des oiseaux sur le bruant à couronne blanche, une espèce de passereaux de la famille des passerellidae.
Malgré la discrimination dont elle fait l'objet en tant que femme, elle publie plus de 30 ouvrages et reçoit en 1995 le prix de la recherche Loye et Alden Miller de la Cooper Ornithological Society (en), qui récompense l'ensemble des travaux de recherche ornithologique.

## Enfance et formation
Barbara Blanchard Barbara DeWolfe naît le 14 mai 1912 à San Francisco, en Californie. Elle est la seule enfant de ses deux parents, Marion et Elizabeth Blanchard. Bien qu'originaire de San Francisco, Barbara DeWolfe déménage à Mill Valley, en Californie, pour vivre avec sa grand-mère lorsqu'elle a dix ans. Enfant, elle est souvent malade et n'a pas pu aller à l'école pendant ses deux premières années à Mill Valley. Elle obtient son diplôme de Tamalpais High School en 1929 et poursuit ses études à l'UC Berkeley où elle obtient une licence en zoologie en 1933.
Après avoir obtenu son diplôme, elle espérait faire carrière dans l'enseignement. Cependant, pendant la Grande Dépression, les emplois étaient difficiles à trouver et les écoles voulaient embaucher des enseignants ayant de l'expérience dans plusieurs disciplines. En raison de la difficulté à trouver un emploi, Barbara DeWolfe décide d'obtenir un diplôme d'études supérieures et, sous les conseils de Joseph Grinnell, poursuit son doctorat.Après avoir obtenu sa licence, Barbara DeWolfe obtient son doctorat en zoologie à l'UC Berkeley en 1939.
Barbara DeWolfe se marie deux fois, avec Nels Oakeson de 1950 à 1954 puis avec Robert Barbara DeWolfe de 1960 à sa mort en 1977.

## Carrière
Barbara DeWolfe prend son premier poste en 1939 après avoir obtenu son doctorat au Placer Junior College de Rocklin, en Californie. Elle commence ensuite à enseigner à l'UC Davis où elle enseigne la zoologie. Toutefois, en raison de la deuxième guerre mondiale, l'enseignement est suspendu et elle est licenciée. Puis, en 1943, elle déménage dans le Massachusetts et commence à enseigner au Smith College, un collège pour femmes. Elle n'aime pas la culture de la côte Est et décide de retourner dans l'Ouest. En 1946, elle retourne dans l'Ouest et commence à enseigner à l'université de Californie, à Santa Barbara. Barbara DeWolfe enseigne jusqu'en 1977, date à laquelle elle devient doyenne associée du College of Letters and Science de l'UC Santa Barbara et, plus tard dans sa vie, elle fait un don au Vertebrate Museum de l'UC Santa Barbara.

## Recherche

### Le bruant à couronne blanche
Les recherches de Barbara DeWolfe se sont concentrées sur le bruant à couronne blanche. Elle étudie des populations vivantes, plutôt que des animaux empaillés comme c'était la méthode précédente, en Californie et en Alaska. Elle a observé les variations dans la reproduction et le chant afin d'aider à déterminer les différences entre les races de moineaux. Elle s'est concentrée sur trois espèces différentes de bruants à couronne blanche : le Zonotrichia leucophrys pugetensis, le Z. l. nuttalli et le Z. I. gambelii. La principale différence qu'elle observe est que le Z. I. pugetensis' migre alors que le Z. I. nuttalli ne le fait pas. Elle a également observé que le Z. I. nuttalli présentait un comportement reproducteur pendant six mois, passait par une recrudescence gonadique en décembre, avait une légère mue prénatale, ne portait pas beaucoup de graisse et avait plusieurs dialectes de chant locaux. Le Z. l. pugetensis a montré un comportement de reproduction pendant quatre mois, n'a pas eu de gonades de taille de reproduction avant la mi-avril, prend de grandes quantités de graisse avant la migration, et avait un petit nombre de dialectes de chant répandus. Ses travaux ultérieurs sur le Z. l. gambelii ont montré qu'il s'agissait d'un moineau qui migre sur de longues distances, qu'il avait une distribution de reproduction très différente et qu'il n'avait pas de dialectes de chant clairement structurés géographiquement. Ses recherches sur la reproduction, le chant et les différences historiques plutôt que sur les simples différences physiques ont fait du moineau à couronne blanche l'un des oiseaux les plus étudiés au monde. Ses recherches ont donné lieu à plus de 30 publications et à des collaborations avec Luis Baptista et Mary Erickson.

### Prix et distinctions
Barbara DeWolfe reçoit le prix de recherche Loye et Alden Miller en 1995 pour ses recherches révolutionnaires sur l'histoire du bruant à couronne blanche.

### Discrimination
Pendant ses recherches, elle est victime de discrimination parce qu'elle est une femme. Son directeur de département lui dit notamment « nous ne vous recommanderons jamais pour un poste pour lequel nous avons un homme disponible » et son directeur de thèse lui dit de se concentrer sur des travaux moins difficiles comme les vers. Elle connaît de nombreux autres cas de discrimination lorsqu'elle a cherché un emploi à la sortie de l'université, comme le refus d'un emploi au Service des parcs nationaux parce qu'elle est une femme. Malgré cette discrimination, elle réussit en tant que femme dans les sciences et dans le domaine de l'ornithologie.

## Fin de vie
Barbara DeWolfe publie deux autobiographies qui se trouvent à la bibliothèque de l'UC Santa Barbara, Joyous Errand (1998) et Further Recollections (1999). Au cours de la dernière décennie de sa vie, elle a connu de nombreuses maladies chroniques et elle décède d'une occlusion intestinale le 2 mai 2008.